# Domart-sur-la-Luce
Domart-sur-la-Luce é uma comuna francesa na região administrativa de Altos da França, no departamento de Somme. Estende-se por uma área de 8.59 km². Em 2010 a comuna tinha 419 habitantes (densidade: 48,8 hab./km²).